# Loch of Boardhouse
Loch of Boardhouse är en sjö i Storbritannien.   Den ligger i kommunen Orkneyöarna och riksdelen Skottland, i den norra delen av landet, 900 km norr om huvudstaden London. Loch of Boardhouse ligger 23 meter över havet. Den ligger på ön Orkney Islands. Trakten runt Loch of Boardhouse består i huvudsak av gräsmarker.